# Дельта Скорпиона
Дельта Скорпиона (δ Sco / δ Скорпиона) — двойная звезда в созвездии Скорпиона, состоящая из субгиганта спектрального класса В (компонент А) и звезды-компаньона главной последовательности (компонент Б),  того же спектрального класса. Система известна под традиционным обозначением Дшубба (с jabhat на арабском, «лоб»), или же Iclarcrau или Iclarkrav. С 2016 года решением МАС компоненту А присвоено собственное имя Дшубба  или Дзабэ /ˈdʒʌbə/.
δ Скорпиона находится вблизи эклиптики, поэтому иногда происходит покрытие её Луной, и, очень редко, планетами.

## Переменность
Блеск δ Скорпиона считался неизменным до июля 2000 года, когда визуальная звёздная величина звезды неожиданно увеличилась с 2,3m до 1,8m. В последующие месяцы блеск звезды менялся от 2,0m до 1,6m. Спектры полученные после начала вспышки, показали, что звезда сбросила оболочку светящегося газа из её экваториальной области. По состоянию на 2005 вспышка продолжается. Хотя яркость меняется, она остается намного выше своих предыдущих величин. Летом 2011 года Дельта Скорпиона снова разгорелась до 1.55 зв. вел.

## Компаньоны
Вокруг звезды обращается компаньон класса B, совершающий один оборот каждые 20 дней на расстоянии, сравнимом с расстоянием от Солнца до Меркурия. Кроме того, в системе существует звезда с периодом обращения как минимум 10 лет на орбите с большим эксцентриситетом, что приводит к тесным сближениям с основным компонентом. Последнее тесное сближение этих двух звёзд произошло в середине 2000 года, и, возможно, вызвало повышение яркости основной звезды. Возможный четвертый спутник находится в два раза дальше от главной компоненты.